# التهاب المريء اللمفاوي
يُعدّ التهاب المريء اللمفاوي اضطرابًا طبيًا نادرًا وغير مفهوم فهمًا جيدًا، يحدث فيه التهاب في المريء. اشتق اسم المرض من العملية الالتهابية الأولية، إذ يمكن رؤية الخلايا اللمفاوية داخل الغشاء المخاطي المريئي. تشمل الأعراض عسر البلع وحرقة المعدة وانسداد المريء بالبلعة الطعامية. وصف روبيو وزملاؤه الحالة لأول مرة في عام 2006. شككت التقارير الأولية بكونه اضطرابًا طبيًا حقيقيًا، أو التهابًا ثانويًا لحالة مرضية أخرى، مثل مرض الجزر المعدي المريئي.
إن سبب التهاب المريء اللمفاوي غير معروف. قد يسبب المرض أعراضًا متنوعة، وينتج عن آليات مختلفة في الطفولة مقارنة بالبلوغ. أظهرت بعض الدراسات ارتباطه إما بحالات طبية أخرى تشمل المريء، بما فيها مرض الجزر المعدي المريئي وتعذر الارتخاء المريئي، أو حالات التهابية أخرى مثل داء كرون والداء البطني وحالات الحساسية. يعتمد التشخيص على فحص خزعة من الغشاء المخاطي للمريء، إذ يُلاحظ المظهر المميز للالتهاب الذي يشمل الخلايا اللمفاوية، والغياب النسبي لمجموعة أخرى من الخلايا الالتهابية؛ الخلايا الحبيبية.
تشمل مضاعفات الاضطراب تضيق المريء، الذي يمكن أن يؤدي إلى انسداده بالبلعة الطعامية، إضافةً إلى فقدان الوزن. يتضمن علاج التهاب المريء اللمفاوي الأدوية التي تستهدف المريء موضعيًا، مثل بوديزونيد، وتوجد أيضًا إجراءات للتعامل مع المضاعفات، مثل عملية توسيع المريء.

## العلامات والأعراض
يمثل عسر البلع أو صعوبة البلع أكثر أعراض التهاب المريء اللمفاوي شيوعًا، إذ ينتشر لدى نسبة تتراوح بين 53% و57% من الأفراد المصابين بهذه الحالة بسبب التهاب المريء أو تضيقه أو تغير حركيته. تشمل الأعراض الأخرى حرقة المعدة وآلام البطن والغثيان وانسداد المريء بالبلعة الطعامية. قد لا تظهر أي أعراض على بعض المرضى، كما لوحظ في نسبة كبيرة من المرضى في الوصف الأول للحالة، علمًا أن التقارير الحديثة تقول إن الإصابات اللاعرضية غير شائعة.

### المضاعفات

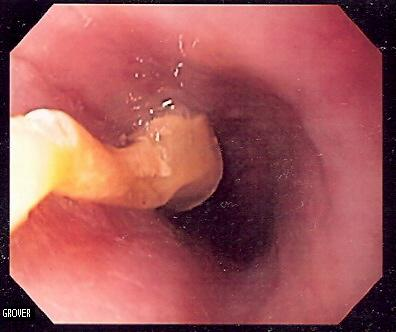
صورة لقطعة من الطعام تسد المريء؛ من مضاعفات التهاب المريء اللمفاوي.

يعد انحشار البلعة الطعامية أحد المضاعفات الشائعة لالتهاب المريء اللمفاوي، ويحدث عندما يسد الطعام بصورة حادة المريء في منطقة متضيقة من المريء. يتطلب العلاج عادةً إجراءً تنظيريًا لإزالة العائق الطعامي أو إزاحته.

## السبب
إن سبب التهاب المريء اللمفاوي غير معروف. تتضمن المحاولات الساعية إلى فهم سبب التهاب المريء اللمفاوي فهمًا أفضل تحديد الأمراض الأخرى المرتبطة بالحالة، والتي تشمل أمراض المريء الأخرى مثل الجزر المعدي المريئي وتعذر الارتخاء المريئي، إضافة إلى أمراض التهابية أخرى مثل داء كرون والداء البطني والحالات تحسسية المنشأ مثل الأكزيما. إضافةً إلى ما سبق، قد يرتبط استهلاك التبغ بالتهاب المريء اللمفاوي. لا يظهر المرض بوتيرة عالية في حالات الجهاز الهضمي الأخرى التي تشاهد فيها كثرة اللمفاويات في الغشاء المخاطي، مثل التهاب القولون اللمفاوي والتهاب المعدة اللمفاوي. على أي حال، يوجد ارتباط مرضي بالداء البطني الذي ينطوي على التهاب الخلايا اللمفاوية في الأمعاء الدقيقة بعد التعرض للغلوتين (الدابوق).
إن سبب التهاب المريء اللمفاوي غير معروف. تتضمن المحاولات الساعية إلى فهم سبب التهاب المريء اللمفاوي فهمًا أفضل تحديد الأمراض الأخرى المرتبطة بالحالة، والتي تشمل أمراض المريء الأخرى مثل الجزر المعدي المريئي وتعذر الارتخاء المريئي، إضافة إلى أمراض التهابية أخرى مثل داء كرون والداء البطني والحالات تحسسية المنشأ مثل الأكزيما. إضافةً إلى ما سبق، قد يرتبط استهلاك التبغ بالتهاب المريء اللمفاوي. لا يظهر المرض بوتيرة عالية في حالات الجهاز الهضمي الأخرى التي تشاهد فيها كثرة اللمفاويات في الغشاء المخاطي، مثل التهاب القولون اللمفاوي والتهاب المعدة اللمفاوي. على أي حال، يوجد ارتباط مرضي بالداء البطني الذي ينطوي على التهاب الخلايا اللمفاوية في الأمعاء الدقيقة بعد التعرض للغلوتين (الدابوق).